# C.O.W.
『C.O.W』(CHECK OUT WORLD)は、MO'SOME TONEBENDERのメジャー7thアルバム。

## 概要
前作｢SUPER NICE｣から約8カ月という短期間でリリースされた。
今作はドラムの藤田勇が全曲の作曲・プロデュースを担当している。藤田のプロデュースになった理由として本人は「最近バンド内での取り決めで譲歩することが多く、その鬱憤が爆発した」「トータル感のあるアルバムが作りたかった」などと述べている。内容としては、打ち込み系の曲が大きく増えている点が大きな特徴である。初回盤はケースが白色。タワーレコードでは先着購入特典として「パーティーは続くよ」のライブ音源入りCD-Rが付いた。

## 収録曲
1. INTRODUCTION
2. Bad Summer Day Blues
3. INTER LUDE#1
4. L.O.V.E.
5. ルルル
6. パーティーは続くよ
7. Young Lust
8. INTER LUDE#2
9. エンゲルロージー
10. Lost In the City
11. PERFECT
12. ハラヒレ
13. 18(eighteen)
14. SLOW PLAY
  - 前作「SUPER NICE収録の「We are lucky friends」のテンポを落としたもの。藤田曰く「アイディア自体は前作の製作中からあった。老後のモーサムという感じ」とのこと

全作曲：藤田勇

作詞：百々和宏（#2,#4～6,#9～10,#12～14）
百々和宏・武井靖典（#7）
　　　　武井靖典（#1）